# Masumi Aya
Masumi Aya (jap. 綾 真澄, Aya Masumi; * 1. Januar 1980) ist eine ehemalige japanische Leichtathletin, die sich auf den Hammerwurf spezialisiert hat.

## Sportliche Laufbahn
Erste internationale Erfahrungen bei internationalen Meisterschaften sammelte Masumi Aya im Jahr 1999, als sie bei den Juniorenasienmeisterschaften in Singapur mit einer Weite von 55,22 m die Silbermedaille gewann. Im Jahr darauf gewann sie bei den Asienmeisterschaften in Jakarta mit 55,97 m die Bronzemedaille hinter der Chinesin Li Xiaoxue und ihrer Landsfrau Yuka Murofushi. 2001 gewann sie bei den Ostasienspielen in Osaka mit 60,27 m die Bronzemedaille hinter den Chinesinnen Zhao Wei und Liu Yinghui und schied anschließend bei den Weltmeisterschaften im kanadischen Edmonton mit 58,84 m in der Qualifikation aus. 2002 nahm sie erstmals an den Asienspielen in Busan teil und gewann dort mit einem Wurf auf 62,18 m die Bronzemedaille hinter den Chinesinnen Gu Yuan und Liu Yinghui.
2003 startete sie erneut bei den Weltmeisterschaften nahe Paris, verpasste dort aber mit 60,78 m den Finaleinzug, gewann daraufhin aber bei den Asienmeisterschaften in Manila mit 64,04 m die Bronzemedaille hinter den Chinesinnen Gu Yuan und Liu Yinghui. 2006 nahm sie erneut an den Asienspielen in Doha teil und gewann dort mit einer Weite von 62,67 m erneut die Bronzemedaille, diesmal hinter den Chinesinnen Zhang Wenxiu und Gu Yuan. Im Jahr darauf schied sie bei den Weltmeisterschaften in Osaka mit 62,68 m in der Qualifikation aus und 2009 gewann sie bei den Ostasienspielen in Hongkong mit 59,56 m die Silbermedaille hinter der Chinesin Wang Zheng. 2011 siegte sie bei den Asienmeisterschaften in Kōbe mit einer Weite von 67,19 m und verpasste anschließend bei den Weltmeisterschaften in Daegu mit 64,09 m den Finaleinzug. Zwei Jahre darauf gewann sie bei den Leichtathletik-Asienmeisterschaften 2013 in Pune mit 63,41 m eine weitere Bronzemedaille, diesmal hinter den Chinesinnen Wang Zheng und Liu Tingting. 2014 nahm sie erneut an den Asienspielen in Incheon teil und belegte dort mit 59,84 m den vierten Platz. 2016 bestritt sie in Kitakami ihren letzten Wettkampf und beendete damit ihre aktive Karriere als Leichtathletin im Alter von 36 Jahren.
In den Jahren von 2001 bis 2003, 2006 und 2007, von 2011 bis 2013 sowie 2015 wurde Aya japanische Meisterin im Hammerwurf.